# Nowosergijewka (Orenburg, Nowosergijewski)
Nowosergijewka (russisch Новосе́ргиевка) ist eine Siedlung (possjolok) in der Oblast Orenburg in Russland mit 13.737 Einwohnern (Stand 14. Oktober 2010).

## Geographie
Der Ort liegt gut 100 km Luftlinie westnordwestlich des Oblastverwaltungszentrums Orenburg. Er befindet sich am linken Ufer des Wolga-Nebenflusses Samara, bei der Einmündung des kleinen linken Zuflusses Lebjaschka und gegenüber der Einmündung des größeren Kuwai von rechts.
Nowosergijewka ist Verwaltungszentrum des Rajons Nowosergijewski sowie Sitz der Landgemeinde (selskoje posselenije) Nowosergijewski possowet, zu der außerdem die Dörfer Lebjaschka (8 km südwestlich), Semljanka (8 km südöstlich) und Tscherepanowo (15 km südlich), die Siedlung Kljutschi (6 km nordwestlich) sowie der Weiler Kasarma 1404 km (6 km südwestlich) gehören.

## Geschichte
Der Ort wurde 1738 im Zusammenhang mit der Errichtung der Festung Tewkelew Brod unweit der damaligen Grenze des Russischen Reiches zu den dünn besiedelten Steppengebieten Zentralasiens gegründet. Noch im 18. Jahrhundert bürgerte sich die Bezeichnung Nowo-Sergijewskaja („Neu-Sergijewskaja“, vermutlich nach einer der Hl. Sergius geweihten Kirche) ein, die in den 1960er-Jahren durch die heutige Form ersetzt wurde.
Seit 1934 ist die Siedlung Verwaltungssitz eines Rajons. Von 1948 bis 1999 besaß Nowosergijewka den Status einer Siedlung städtischen Typs.

### Bevölkerungsentwicklung
| Jahr | Einwohner |
| ---- | --------- |
| 1939 | 3.847     |
| 1959 | 9.860     |
| 1970 | 11.067    |
| 1979 | 11.150    |
| 1989 | 12.624    |
| 2002 | 13.261    |
| 2010 | 13.737    |

Anmerkung: Volkszählungsdaten

## Verkehr
Nowosergijewka liegt bei Kilometer 1398 der auf diesem Abschnitt 1877 eröffneten Eisenbahnstrecke (Moskau –) Samara – Orenburg (– Aqtöbe – Taschkent).
Südwestlich wird die Siedlung von der Zweigstrecke Samara – Orenburg der föderalen Fernstraße M5 Ural umgangen.